# 斎藤政憲
斎藤 政憲（さいとう まさのり、1968年（昭和43年） - ）は、日本テレビ放送網事業局イベント事業部担当副部長兼プロデューサー。明治大学経営学部卒業。

## 人物
- 1991年入社後、バラエティ番組のADを経て、後にディレクターに昇格。
- 現在に至るまでの間、編成局編成部（2001年-2003年）、編成局デジタルコンテンツセンター（2006年-2008年）に異動していた時期を除き、制作セクションに所属し、制作局専門副部長兼プロデューサー・演出などを歴任した。
- 菅賢治の下でお笑い番組のディレクターを務めるほか、入社以来一貫してクラシック番組を担当。オーケストラスコアを読めることから、読売日本交響楽団の地上波・BS番組のほか、「24時間テレビ」、VODサイト「第2日本テレビ」でもクラシック系企画を担当する。
- 2016年6月に事業局映画事業部へ異動し、2017年12月より現職。

## 担当番組

### 現在
- なし

### 過去

#### ディレクター・演出
- 恋のから騒ぎ
- 天才・たけしの元気が出るテレビ!!
- 世界まる見え!テレビ特捜部
- 嗚呼!バラ色の珍生!!
- 伊東家の食卓
- 24時間テレビ28 愛は地球を救う 〜生きる〜
- 踊る!さんま御殿!!
- 行列のできる法律相談所
- 謎を解け!まさかのミステリー

#### 総合演出
- サバコン
- 時空のファンタジスタ 魔術師Dr.レオン

#### プロデューサー
- 女優力
- 第2日本テレビ
- デジタルのバカ×2
- デジタルの根性
- 眠れぬ街のアプリンス
- 日本一テレビ ワラチャン! U-20お笑い日本一決定戦（企画・プロデューサー）
- 誰だって波瀾爆笑（プロデューサー⇒演出を兼務していた時期あり）
- ダウンタウンのガキの使いやあらへんで!!（プロデューサー⇒ディレクターも担当していた時期あり）
- 欽ちゃん&香取慎吾の全日本仮装大賞

#### プロデューサー・演出
- 24時間テレビ33 愛は地球を救う 〜ありがとう〜今、あの人に伝えたい〜 「241人の大オーケストラ」企画
- 感動の舞台裏90日TOKIOと241人の大コンサート!完全版
- 読響Symphonic Live〜深夜の音楽会
- 読響シンフォニックライブ（月1回・水曜深夜）
- THE MUSIC DAY 音楽のちから「シンフォニックコンサート企画」

#### DVD・Blu-ray
- DVD「ダウンタウンのガキの使いやあらへんで!!・浜田チーム体育館で24時間鬼ごっこ」（演出、2004年8月15日リリース）
- DVD「スクロヴァチェフスキのブルックナー」（演出、2005年12月14日リリース）
- Blu-ray「ブルックナー:交響曲第8番&第9番」（プロデューサー・演出、2010年11月17日リリース）

## その他

### 映画
- We Love Television?（土屋敏男監督作品／コメディアン萩本欽一のドキュメンタリー）プロデューサー、2017年11月3日公開

### コラム
- 月刊オーケストラ（読売日本交響楽団のプログラム冊子）「プロデューサー日記」（2011年4月～）

### 舞台演出
- ベートーヴェン、三つの愛。（出演：根岸弥生、伊倉一恵）

### 音源制作・編曲
- 「ダウンタウンのガキの使いやあらへんで!!」・山崎CDプロデュースシリーズ
  - 「Riziere Centre」（作詞作曲・山崎邦正／唄・田中直樹）
  - 「PINE BOOK」（作詞作曲・山崎邦正／唄・松本人志）
  - 「Not a errand boy」（作詞作曲・山崎邦正／唄・ガキの使いオールスターズ）

- 「淳の休日 即席フィルハーモニー in 東北」 オーケストラ編曲 
  - 「ff（フォルティシモ）」（唄・大友康平）
  - 「アンパンマンのマーチ」
  - 「上を向いて歩こう」
  - 「ベートーヴェン／交響曲第7番」（抜粋）
  - 「スペシャルメドレー（青葉城恋唄〜北国の春〜ふるさと）」）

2012年3月31日 宮城県石巻市で開催 同時インターネット動画生中継
2012年4月6日 フジテレビ「淳の休日」にてOA
指揮：田村淳　　演奏：淳の休日即席フィルハーモニー